# 魚津簡易裁判所
魚津簡易裁判所（うおづかんいさいばんしょ）は、富山県魚津市にある日本の簡易裁判所の一つで、魚津市などを管轄している。略称は、魚津簡裁（うおづかんさい）。

## 管轄
魚津市・黒部市・下新川郡の2市1郡。

## 沿革
出典は個別に提示されているものに加え、右記のものを使用する。
- 1877年3月15日 - 魚津区裁判所開所。当時は真成寺町の紹陽院内を借り受けていた。
- 1879年8月12日 - 大町169番地（旧魚津城内）に庁舎移転[2]。管轄区域は早月川以東全域（旧下新川郡）。開庁当時から1881年まで判事補または判事補出仕を合わせて3人の定員を置いた。
- 1882年1月1日 - 治罪法施行により、魚津治安裁判所に改称。
- 1885年9月 - 検事補1人を置く。
- 1888年3月 - 登記事務が戸長役場から裁判所に移管され、三日市、入善、泊、舟見に出張所を設ける。
- 1890年11月1日 - 裁判所構成法実施により、魚津区裁判所に改称。
- 1893年12月 - 刑事事件を取り扱わなくなる。これにより検事補の配置は一時停止。
- 1905年4月 - 再度刑事事件を取り扱うことになり、検事局を付置し、検事事務は魚津警察署警部に取り扱わせることになった。
- 1913年 - 一般行政整理のため、魚津区裁判所を廃止し、その業務を富山区裁判所へ移管。これ以降下新川郡各町村から魚津区裁判所再設の運動が展開される。
- 1917年7月 - 日本政府に採択された魚津区裁判所再説の懇願が貴族院、衆議院の両院で承認される。
- 1917年9月15日 - 魚津区裁判所再設置。同時に下新川郡に加え、中新川郡の大部分も管轄となった（後に上市町に区裁判所新設に伴い、もとの下新川郡に復した）。
- 1922年2月5日 - 庁舎が狭くなり腐朽も目立ってきたため、大町162番地に新築移転。
- 1925年7月 - 専任検事が1名配置される。
- 1932年 - 木造平屋建ての調停所1棟と渡り廊下新設。
- 1942年10月1日 - 調停と登記を除く民事、刑事の事務を富山区裁判所で取り扱うことになったが、1946年7月1日に復活。
- 1947年5月3日 - 新憲法の施行により裁判所法も大きく変化したことから、魚津簡易裁判所に改称。
- 1967年3月 - 旧庁舎跡に現在の庁舎が完成[3]。

## 他の富山県内簡易裁判所
- 本庁
  - 富山簡易裁判所（富山市・滑川市・中新川郡）
- 高岡支部
  - 高岡簡易裁判所（高岡市・射水市・氷見市・小矢部市）
  - 砺波簡易裁判所（砺波市・南砺市）